# Herminamezői Szentlélek-templom
A Herminamezői Szentlélek Plébániatemplom (ismert még Kassai téri templom néven is) Budapest XIV. kerületében, a Kassai téren álló neoromán stílusban épült római katolikus templom.

## Története
A Kassai téri templom jogelődjét, a Hermina-kápolnát 1856. szeptember 8-án szentelték fel József nádor fiatalon meghalt leánya, Hermina főhercegnő emlékére. A városrész is a főhercegnőről, illetve a kápolnáról kapta a nevét.

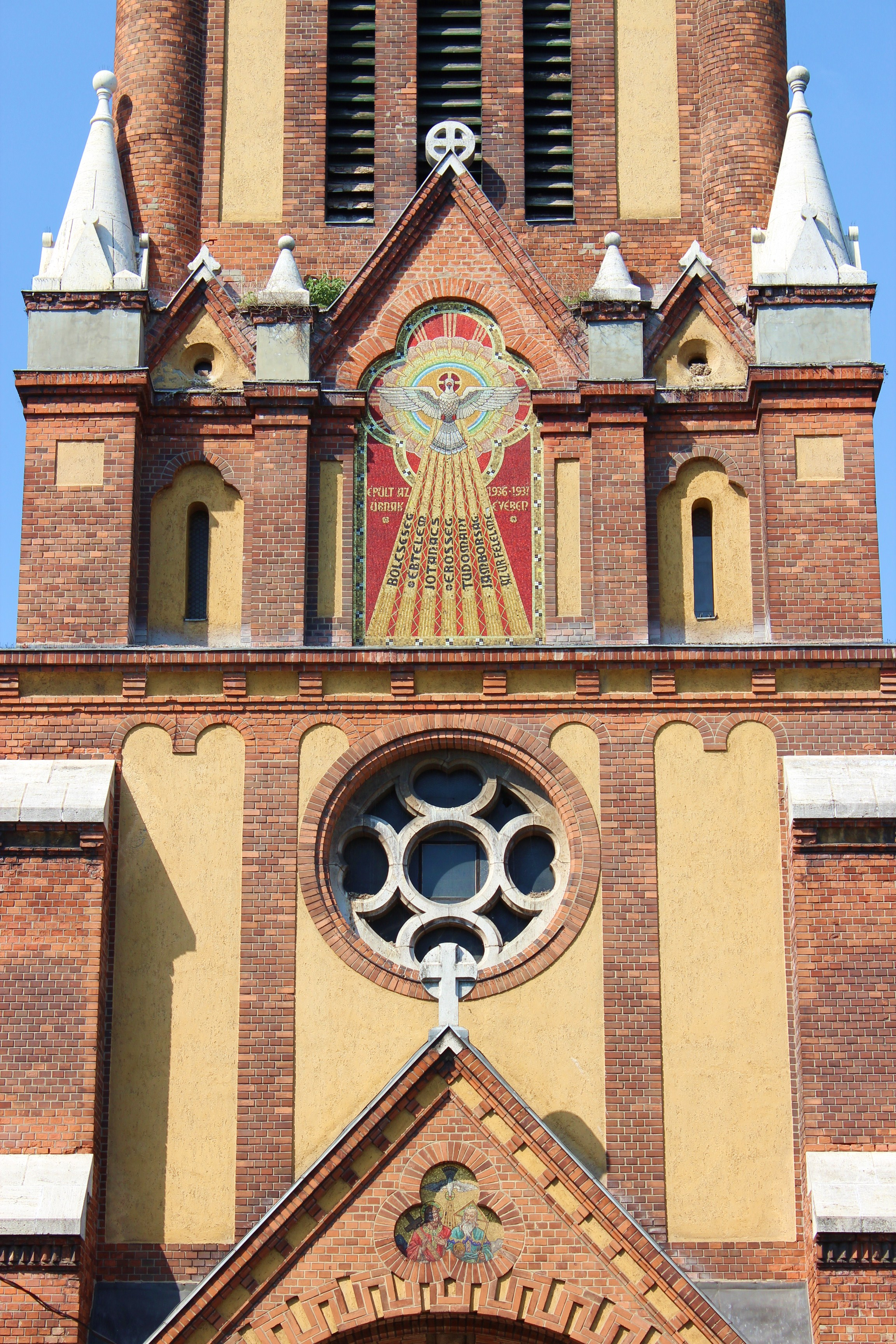
A templom homlokzata

1919 áprilisában dr. Csernoch János bíboros hercegprímás az Erzsébetvárosi plébániához tartozó Budapest-Herminamezőt önálló plébániai rangra emelte és a vezetésével Mihalovics Zsigmondot bízta meg. A következő években a hívek száma annyira megnövekedett, hogy új, nagyobb templom építését kellett elhatározni. Az 1924-ben plébánossá kinevezett Mihalovics Zsigmond megkezdte a gyűjtést a költségekre, aminek eredményeképpen 1936. szeptember 20-án Serédi Jusztinián bíboros hercegprímás jelenlétében megtörtént a templom alapkőletétele a Főváros által adományozott telken. Az építkezés Petrovácz Gyula építészmérnök tervei szerint folyt. A következő év elejére elkészült a huszártorony, nyárra felkerült a toronykereszt, majd november 14-én Serédi Jusztinián felszentelte a templomot. Ekkorra a szemben levő plébániaépület is elkészült.
A második világháború súlyos károkat okozott a templomban. A közeli Rákosrendező vasútállomás bombázása miatt az ajtók és ablakok megrongálódtak, a tető károsodott, sőt az eredetileg csúcsíves toronysisak is ledőlt, amit később a templom stílusához jobban illő, majdnem lapos tetővel állítottak helyre. 1948-ban pótolták a háborúban elvitt harangokat. Az 1960-as évek elején Beszédes László és Kontuly Béla készítette el a templom belső festését és freskóit. 1975 és 1986 között folyamatosan végeztek renoválási munkálatokat. Rendbehozták az üvegablakokat, újjáépítették a tetőzetet, felújították a teljes villamos hálózatot. A két oldalhajót könnyűszerkezetes üvegfallal leválasztották, felújították a freskókat, a templomot kívülről újjáfestették. A felszentelés 50. évfordulójára készült el a 3 manuálos, 48 regiszteres 3470 sípszámú orgona, melyet 1987. november 22-én áldott meg dr. Paskai László prímás, esztergomi érsek.
A templomban gyakran tartanak egyházi és világi komolyzenei koncerteket, kórusok, szólóénekesek (pl. Kertesi Ingrid), orgonaművészek (pl. Varnus Xavér) részvételével.

## Leírása
A neoromán stílusú templom téglahomlokzatán vörös és világos felületek váltakoznak. A főkapu timpanonja a Szentháromság ábrázolását keretezi. A fölötte magasodó torony két oldalán kerek lépcsőtornyok állnak. A bejárat feletti oromzat első szintjén óriási, egyszerű mérműves rózsaablak látható, fölötte tíz négyzetméteres vörös-arany színkompozíciójú mezőn olvasható Szentlélek hét fő ajándéka.

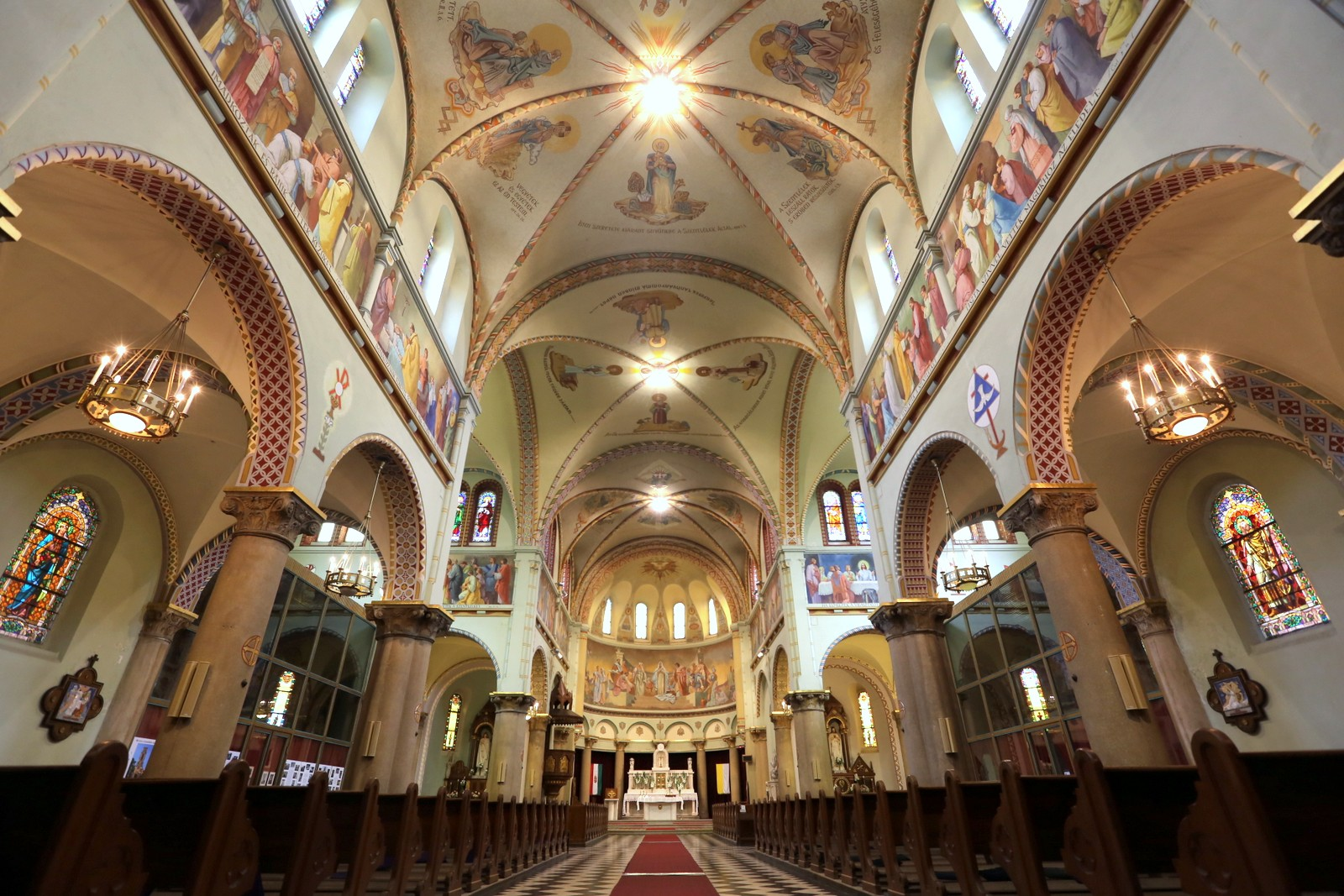

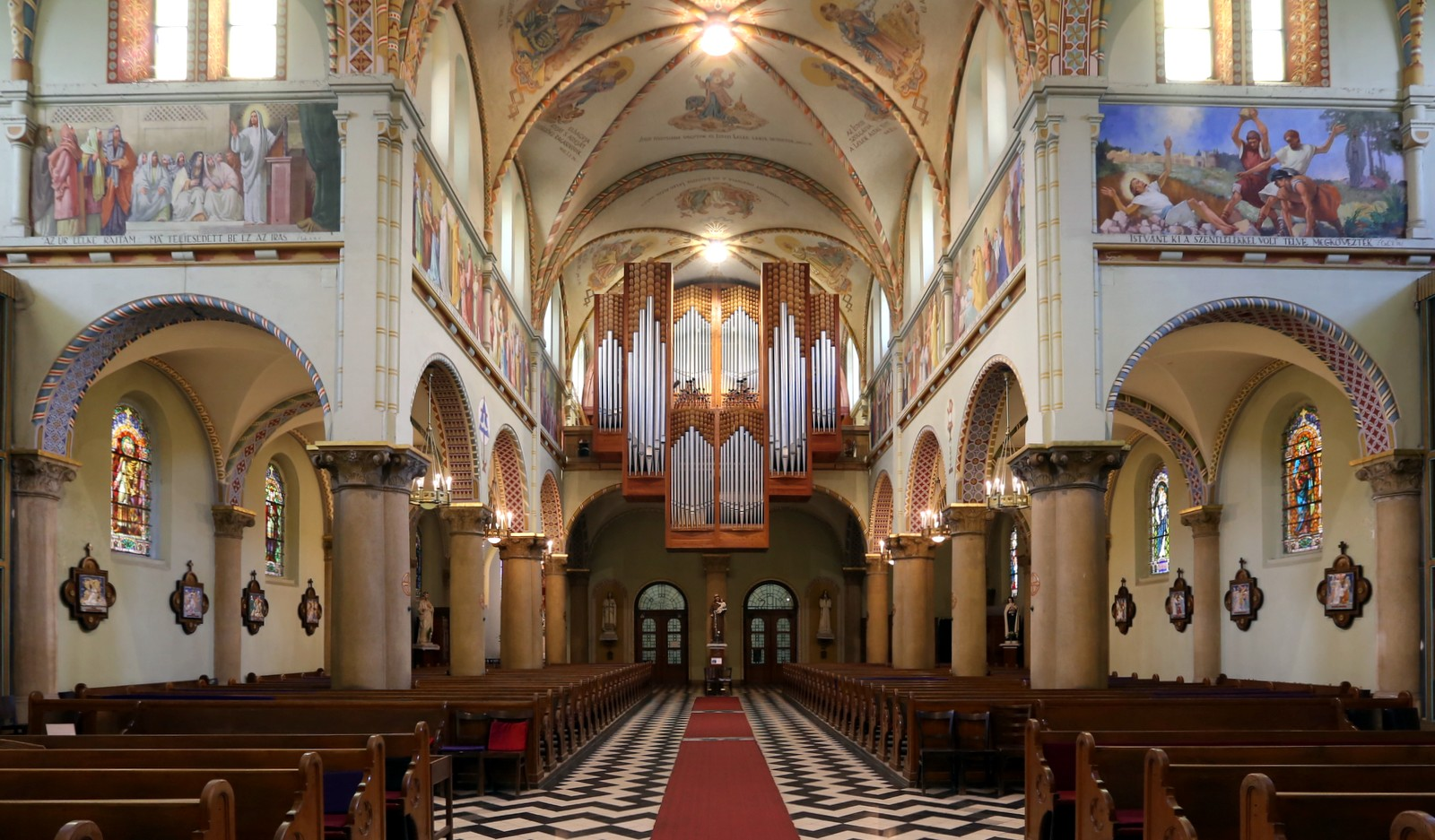

Az előcsarnokban álló missziós keresztet 1935-ben ünnepélyes menettel vittek az templom építésének helyszínére. Innen két kétszárnyú ajtó vezet a bazilikális elrendezésű templom főhajójába, melyet egy-egy oszlopsor választ el a jobb és bal oldali mellékhajóktól. A kereszthajó után következik a félkör alakú apszis, melyet oszlopok zárnak le.
A szentélyben látható Keresztelő Szent János szobrával díszített keresztelőkút, melyet a főoltárral együtt Fischer Ferenc és Fischer Ágoston szobrászművészek készítettek ruskicai márványból.
Az északi mellékhajóban Szűz Mária tiszteletére, a déliben Jézus Szívének szentelt oltár látható. Az északi kereszthajóban Szent Erzsébet-oltár, a déliben Szent István-oltár áll.
A 85 színes ablak Zsellér Imre alkotása, magyar szenteket, a Szentlélek hét fő ajándékát, továbbá a főváros címerét és Jézus Krisztust ábrázolják.